# Win Sein
Win Sein (11 luglio 1952) è un ex calciatore birmano, di ruolo difensore.

## Carriera

### Nazionale
Nel 1972 viene convocato dalla Nazionale olimpica.